# Noir Désir
Noir Désir – francuski zespół rockowy.

## Historia
Zespół założyli w 1981 w Bordeaux Bertrand Cantat i Serge Tessot Gaya, przyjaciele z lat szkolnych. Zespół nazywany był „muzycznym sumieniem Francji”, a ich teksty poruszały takie tematy jak: kultura masowa, globalizacja, pacyfizm czy los emigrantów. Noir Désir był grupą grającą rock alternatywny, w którym można odnaleźć wpływy muzyki punk – takie jak zadziorność, bunt, sprzeciw, które zawierały pisane przez Cantata teksty, w jakich poruszał m.in. takie tematy jak wyzysk, głupota, rasizm, krytyka polityków czy piętnowanie niesprawiedliwości.
Album Des visages des figures otrzymał nagrodę francuskiego przemysłu muzycznego les Victoires de la Musique za najlepszy album rockowy.
28 marca 2002 r. zespół wystąpił w Polsce w warszawskim klubie muzycznym Proxima.
27 lipca 2003 Bertrand Cantat – wokalista zespołu – dotkliwie pobił swą przyjaciółkę, aktorkę Marie Trintignant, która w wyniku obrażeń zapadła w śpiączkę i zmarła 1 sierpnia. Sąd w Wilnie, gdzie doszło do zdarzenia, skazał muzyka na 8 lat pozbawienia wolności. Cantat wyrok odbywał w rodzinnej Francji. 15 października 2007 został zwolniony warunkowo po odbyciu połowy kary.
W 2010 roku Serge Tessot Gay ogłosił swoje odejście z zespołu, uzasadniając swoją decyzję niemożliwością dalszej pracy z Cantatem. W efekcie, pozostali muzycy zakończyli działalność grupy.

## Dyskografia

### Albumy
| Rok  | Album                                         | Lista   | Lista  | Lista      | Lista  | Lista           |
| Rok  | Album                                         | Francja | Belgia | Szwajcaria | Włochy | Unia Europejska |
| ---- | --------------------------------------------- | ------- | ------ | ---------- | ------ | --------------- |
| 1987 | Où veux-tu qu’je r’garde?                     | –       | –      | –          | –      | –               |
| 1989 | Veuillez rendre l’âme (à qui elle appartient) | 20      | –      | –          | –      | –               |
| 1991 | Du ciment sous les plaines                    | 35      | –      | –          | –      | –               |
| 1992 | Tostaky                                       | 11      | –      | –          | –      | –               |
| 1994 | Dies Irae                                     | 1       | –      | –          | –      | –               |
| 1996 | 666667 Club                                   | 1       | 9      | –          | –      | –               |
| 1997 | One Trip / One Noise                          | 25      | –      | –          | –      | –               |
| 2000 | En route pour la joie                         | 73      | –      | –          | –      | –               |
| 2001 | Des visages des figures                       | 1       | 1      | 2          | 7      | –               |
| 2004 | Nous n'avons fait que fuir                    | –       | –      | –          | –      | –               |
| 2005 | Noir Désir en public                          | 1       | 2      | 4          | –      | 15              |

### Single
| Rok  | Tytuł                       | Lista   | Lista  | Lista  | Lista    | Album                      |
| Rok  | Tytuł                       | Francja | Belgia | Włochy | Holandia | Album                      |
| ---- | --------------------------- | ------- | ------ | ------ | -------- | -------------------------- |
| 1987 | Où veux tu qu’je r’garde?   | –       | –      | –      | –        | Où veux-tu qu’je r’garde?  |
| 1987 | Toujours être ailleurs      | –       | –      | –      | –        | Où veux tu qu’je r’garde?  |
| 1989 | Aux sombres héros de l'amer | 31      | –      | –      | –        | Veuillez rendre l’âme      |
| 1989 | Les Écorchés                | –       | –      | –      | –        | Veuillez rendre l’âme      |
| 1991 | En route pour la joie       | –       | –      | –      | –        | Du ciment sous les plaines |
| 1992 | Tostaky                     | 21      | –      | –      | –        | Tostaky                    |
| 1992 | Versions                    | –       | –      | –      | –        | –                          |
| 1993 | Lolita nie en bloc          | 38      | –      | –      | –        | Tostaky                    |
| 1993 | Ici Paris                   | –       | –      | –      | –        | Tostaky                    |
| 1994 | Marlène (live)              | –       | –      | –      | –        | Dies Irae                  |
| 1996 | Un jour en France           | –       | –      | –      | –        | 666667 Club                |
| 1997 | À ton étoile                | –       | –      | –      | –        | 666667 Club                |
| 1997 | L’Homme pressé              | 15      | –      | –      | –        | 666667 Club                |
| 1998 | One Trip One Noise          | –       | –      | –      | –        | One Trip / One Noise       |
| 1998 | Fin de siècle (G.L.Y.O.)    | –       | –      | –      | –        | One Trip/One Noise         |
| 2001 | Le vent nous portera        | 3       | 7      | 1      | 39       | Des visages des figures    |
| 2002 | Lost                        | 50      | –      | –      | –        | Des visages des figures    |

## Wideografia
- 2005: Noir Désir en images (DVD)